# Юе (мова)
Юе (гуандунська, кантонська, юеська, паква; кант. трад. 粵語, спр. 粤语  , ютпхін: jyut6jyu5, кант.-укр.: ют'ю, букв. «юеська мова»; кант. трад. 廣東話, спр. 广东话  , ютпхін: gwong²dung¹waa6, кант.-укр.: куонтунва, букв. «гуандунська мова») — одна з мов китайської мовної групи, або одна з головних діалектних груп китайської мови, залежно від точки зору. Юе, як і путунхуа (стандартна китайська), — ізолююча, тональна мова.
Юеську мову також називають кантонською мовою або кантонським діалектом, однак остання назва також означає наріччя Гуанчжоу. У цій статті мова йде про всі юеські діалекти, в тому числі тайшаньський і кантонський (гуанчжоуський).

## Назва
Назва «кантонська» походить від слова «Кантон» (Canton) — французької транскрипції, використовуваної в колоніальну епоху англійцями для позначення Гуанчжоу, столиці провінції Гуандун. У вузькому сенсі «кантонська» позначає тільки діалект Гуанчжоу і околиць, включаючи Гонконг і Макао, який також може називатися юехай і гуанчжоуський. Термін «Юе» є транскрипцією літературної китайської (путунхуа) назви всього мовного ареалу — yuè yǔ / юе-юй.

## Діалекти

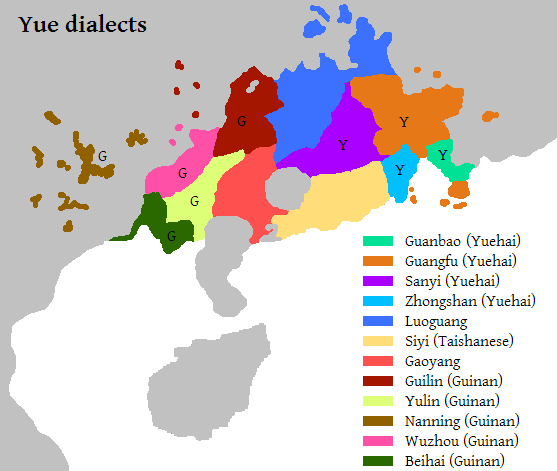
Діалекти юе

Існує щонайменше чотири основні групи діалектів кантонської:
- юе-хай, що включає діалекти, на яких розмовляють в Ґуанчжоу, Гонконзі й Макао;
- си-і (四邑, sei yap), представлена тайшанським (台山, Toisaan, Hoisaan) діалектом, що був досить поширеним серед китайських емігрантів у США до 1970-х;
- ао-ян, яким розмовляють в Янцзяні;
- ґуй-нань або пінхуа (наньнінський діалект), широко поширений в Ґуансі-Чжуанському автономному районі.